# Свирнево
Сви́рнево (укр. Свірневе) — село в Голованевской поселковой общине Голованевского района Кировоградской области Украины.
Население по переписи 2001 года составляло 926 человек. Почтовый индекс — 26542. Телефонный код — 5252. Занимает площадь 2,763 км². Код КОАТУУ — 3521487001.

## Известные жители
- Тарас Александрович Шевченко (1928—2006) — инженер, учёный, специалист в области технологии систем автоматики ядерных боеприпасов[1].